# Enceinte de Perpignan
L'enceinte de Perpignan est l'ensemble des constructions militaires ceinturant et protégeant la ville de Perpignan, de l'époque médiévale jusqu'à leur démantèlement au début du XXe siècle.
Durant le Moyen Âge, la ville de Perpignan s'est protégée derrière d'épaisses murailles. À partir de la Renaissance, la ville, devenue l'enjeu des luttes franco-espagnoles, ne cessa guère de les moderniser. En fonction des progrès de l'artillerie, on créa de nouveaux ouvrages, on supprima ou adapta les anciens avec une telle constance qu'à la fin du XIXe siècle, les murailles de la place forte pouvaient raconter toute l'évolution dans l'art de la fortification depuis l'époque médiévale. La quasi-totalité de ses remparts fut démolie dans la première moitié du XXe siècle.
À l'exception de l'intérieur de la citadelle, il n'en reste aujourd'hui que des vestiges épars, notamment au nord-est de la ville, et, bien sûr, l'emblématique Castillet et la Porte Notre-Dame qui lui est accolée.

## L'enceinte médiévale
Perpignan devient la capitale du royaume de Majorque à la fin du XIIIe siècle. C'est au début du XIVe siècle que Perpignan est à son apogée, ainsi la ville se dota d'une vaste enceinte composée de courtines et de tours rondes, qui englobant le puig Sant Jaume et le Puig del Rey ; sur ce dernier sera édifié le palais de Jacques II de Majorque.

## Les fortifications modernes
L'invention puis la démocratisation de l'artillerie au XVe siècle a rendu obsolètes les fortifications médiévales, Charles Quint décide en 1528 de moderniser l'enceinte dont les travaux sont commencés en 1535, c'est à cette époque que sont construits les bastions de Saint-Martin (33) ainsi que deux autres à la porte d'Elne dont le bastion d'Elne (13) à l'est de la porte et un second à l'ouest. Ces trois ouvrages sont inspectés le 6 novembre 1548 par le futur Philippe II alors prince, les deux derniers étant encore en construction. Ces trois bastions sont à orillons, le bastion d'Elne est doté de flancs casematés, il est probable que les deux autres le soient également.
Un bastion est également construit devant le Castillet (26) en 1542.
C'est à la fin du XVe siècle que Perpignan s'entoure d'un complexe de fortifications sans cesse modifié, composé de bastions et demi-lunes, comme le bastion Saint Jean de 1597 et le bastion des Bourgeois (1624-1630) (à l'emplacement de l'actuelle place Arago).
Au sud de la ville, une vaste citadelle est construite autour du Palais des rois de Majorque. Le Castillet, sous la domination française, sera transformé en forteresse par Louis XI,.

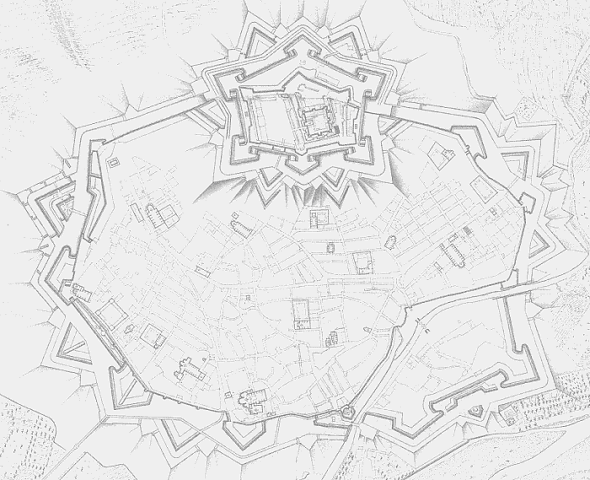
Perpignan à la fin du XVIIe siècle

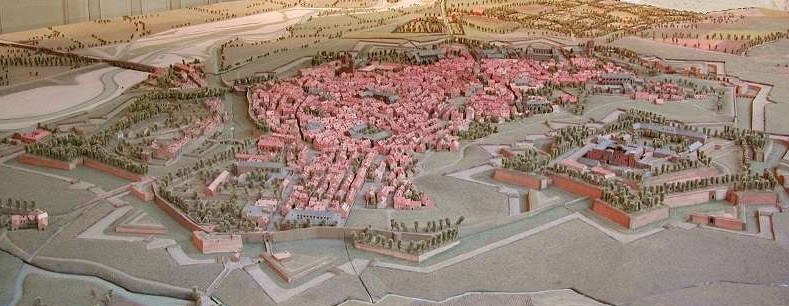
Plan en relief

## Démantèlement
L'histoire de la destruction commence en 1857 : la municipalité souhaite racheter l'enceinte dans le but de la déclasser et de la démolir. Cependant, les négociations avec l'état et la municipalité tomberont dans l'impasse pendant de nombreuses années,.
C'est en 1892 qu'un comité se crée, et rappelle l'urgence de démolir les remparts, ralliant les perpignanais. Puis en 1895, soit 3 ans plus tard, la ville de Perpignan propose au Ministère de la Guerre le rachat des remparts, mais encore une fois les négociations échouent. En 1903, la municipalité met la pression sur le ministre qui, finalement, vendra à la ville les remparts nord en 1904,.
En 1904 débute la rapide et spectaculaire destruction des remparts nord, qui s'étendent de la porte Saint Martin à la porte de Canet (actuel boulevard Jean Bourrat). Entre ces deux portes, les démolisseurs ouvrent de larges brèches en plusieurs points. Le bastion du Castillet, pourtant classé monument historique n'est pas épargné. Les travaux d'entretien et de modernisation se succèdent durant tout le XIXe siècle. De 1840 à 1870, de nouveaux ouvrages (porte Magenta, porte Impériale, ponts éclusés) tout en agrandissant et consolidant la place forte, ont permis de refaçonner le centre de Perpignan. Cela n'empêcha pas la destruction des remparts et, en 1930, la démolition des remparts sud de la ville, au niveau du palais des rois de Majorque.

## Vestiges
Aujourd'hui il ne reste presque plus rien de ces remparts, hormis la Citadelle, le Palais des Rois de Majorque, le Castillet, la lunette de Canet (ruines au niveau de la gendarmerie), et une partie des remparts Est, encore visibles. Ces derniers s'étendent de la rue Fustel (Bvd Anatole France), et longent le boulevard Jean Bourrat (Rue Montaigne et rue Ronsard) jusqu'au collège Maintenon.

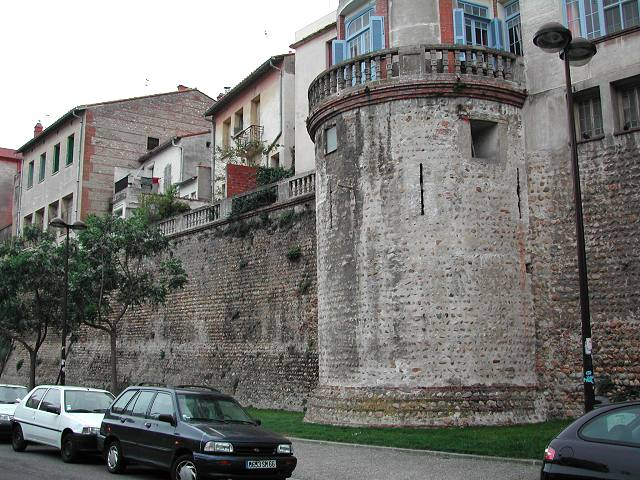
Remparts de nos jours.
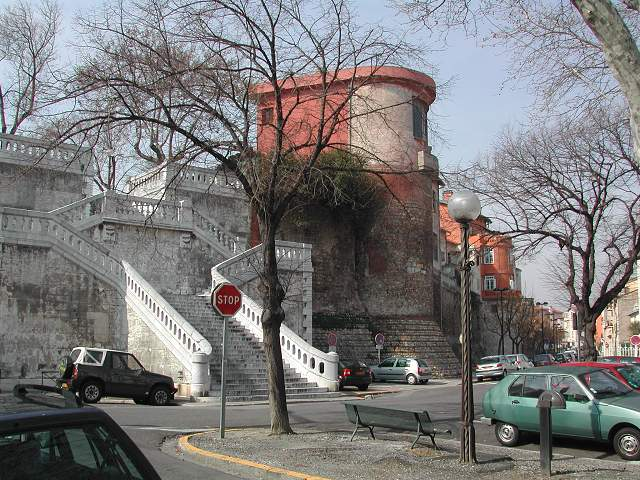
Escaliers Molière.
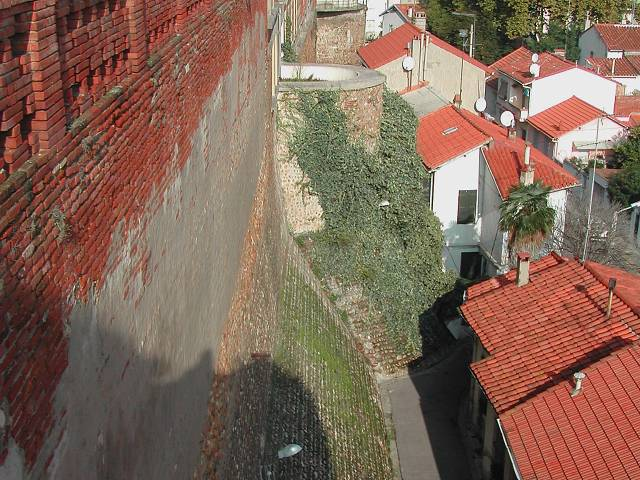
Vue du Bastion.
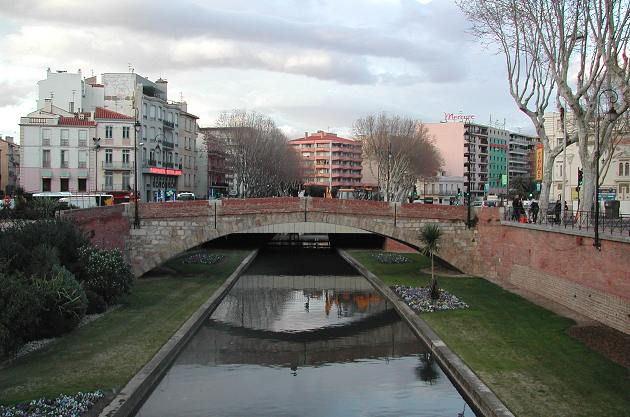
Pont Piéton du Castillet de nos jours
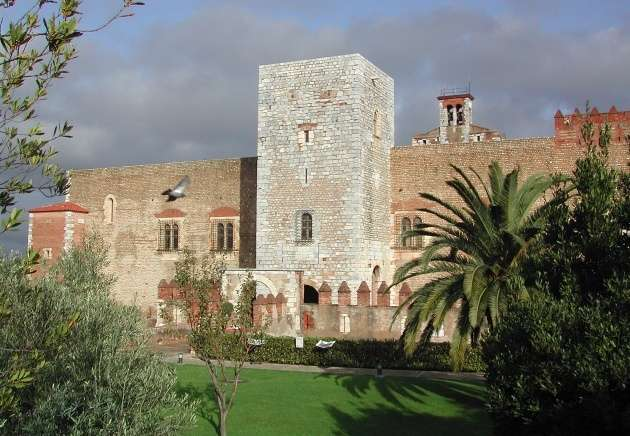
Palais des rois de Majorque
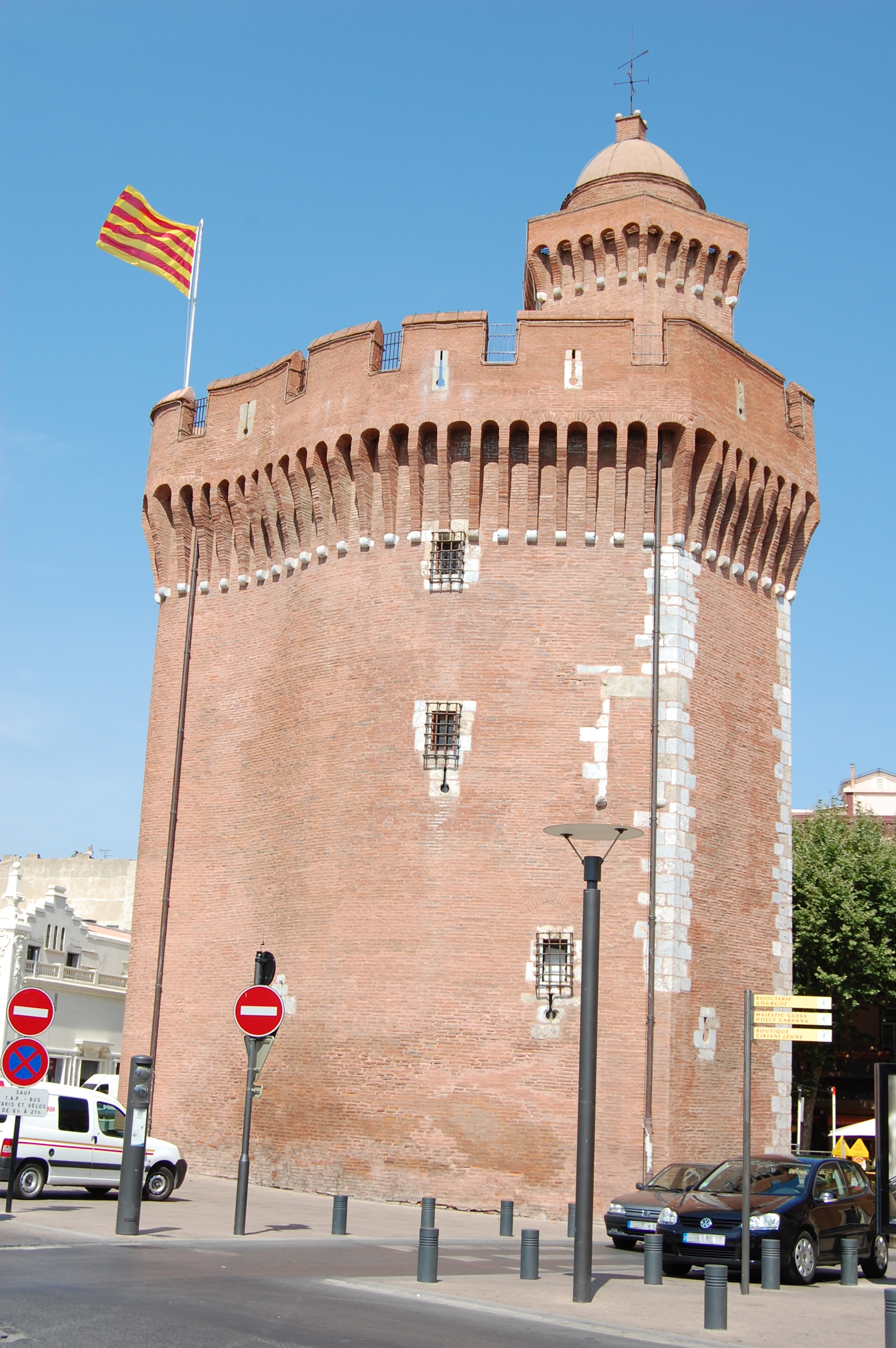
Le Castillet